# Liste der Großsteingräber in Nordrhein-Westfalen
Die Liste der Großsteingräber in Nordrhein-Westfalen umfasst alle bekannten Großsteingräber auf dem Gebiet des heutigen Bundeslandes Nordrhein-Westfalen. Die Anlage von Völlinghausen bleibt in der folgenden Liste unberücksichtigt, da sie zwar den Megalithgräbern sehr nahesteht, jedoch nicht aus großen Steinplatten, sondern in Trockenmauer-Technik errichtet wurde.

## Liste der Gräber
- Nr.: Nennt (falls vorhanden) die Nummer des Grabes im Referenzwerk Atlas der Megalithgräber Deutschlands von Ernst Sprockhoff
- Grab: Nennt die Bezeichnung des Grabes sowie gebräuchliche Alternativbezeichnungen
- Ort: Nennt die Gemeinde und ggf. den Ortsteil, in dem sich das Grab befindet.
- Kreis: Nennt den Kreis, dem die Gemeinde angehört. BOR: Kreis Borken; COE: Kreis Coesfeld; HF: Kreis Herford; HX: Kreis Höxter; K: Köln (kreisfreie Stadt); MI: Kreis Minden-Lübbecke; PB: Kreis Paderborn; SO: Kreis Soest; ST: Kreis Steinfurt; UN: Kreis Unna; WAF: Kreis Warendorf
- Typ: Unterscheidung verschiedener Grabtypen
  - Ganggrab: rechteckige, trapezförmige oder konvexe Grabkammer mit mindestens drei Wandsteinpaaren an den Langseiten und Zugang an einer Langseite
  - Galeriegrab: in den Boden eingetiefte rechteckige Grabkammer mit Zugang über einen Vorraum an einer Schmalseite

### Erhaltene Gräber
| Nr. | Grab                                                         | Ort                                 | Kreis | Typ                        | Koordinaten            | Anmerkungen | Bild                         |
| --- | ------------------------------------------------------------ | ----------------------------------- | ----- | -------------------------- | ---------------------- | --- | ---------------------------- |
|     | Galeriegrab Atteln I                                         | Lichtenau, OT Atteln                | PB    | Galeriegrab (Typ Züschen)  | 51,594831°N 8,814099°O | 1926 entdeckt, Grabungen 1926 und 1978, 1980 rekonstruiert | Galeriegrab Atteln I         |
|     | Galeriegrab Atteln II                                        | Lichtenau, OT Atteln                | PB    | Galeriegrab (Typ Rimbeck)  |                        | vor 1926 entdeckt, Grabungen 1926 und 1978, oberirdisch nicht sichtbar | Galeriegrab Atteln II (1926) |
|     | Galeriegrab Beckum II                                        | Beckum                              | WAF   | Galeriegrab (Typ Rimbeck)  | 51,722597°N 8,03368°O  | Grabung 2021 | Galeriegrab Beckum II        |
|     | Galeriegrab Brenken                                          | Büren, OT Brenken                   | PB    | Galeriegrab (Typ Züschen?) |                        | 1855 erwähnt, 2008 wiederentdeckt |                              |
|     | Großsteingrab Espel I                                        | Recke, OT Espel                     | ST    | Ganggrab                   |                        | |                              |
|     | Galeriegrab Etteln                                           | Borchen, OT Etteln                  | PB    | Galeriegrab (Typ Züschen)  | 51,633725°N 8,744385°O | | Galeriegrab Etteln           |
| 985 | Großsteingrab Heiden I („Teufelsteine“, „Düwelsteene“)       | Heiden                              | BOR   | Ganggrab                   | 51,833468°N 6,978388°O | | Großsteingrab Heiden         |
|     | Galeriegrab Henglarn II                                      | Lichtenau, OT Henglarn              | PB    | Galeriegrab (Typ Rimbeck?) | 51,602680°N 8,765511°  | |                              |
|     | Galeriegrab Hiddingsen                                       | Soest, OT Hiddingsen                | SO    | Galeriegrab (Typ Züschen)  | 51,532737°N 8,112471°O | | Galeriegrab Hiddingsen       |
|     | Galeriegrab Hohenwepel                                       | Warburg, OT Hohenwepel              | HX    | Galeriegrab (Typ Rimbeck)  |                        | 1983 entdeckt, Grabung 1983/84, oberirdisch nicht sichtbar |                              |
|     | Galeriegrab Kirchborchen I                                   | Borchen, OT Kirchborchen            | PB    | Galeriegrab (Typ Rimbeck)  | 51,654039°N 8,719349°O | Unter viel Gestrüpp einzelne Steine sichtbar |                              |
|     | Galeriegrab Kirchborchen II                                  | Borchen, OT Kirchborchen            | PB    | Galeriegrab (Typ Züschen)  | 51,65334°N 8,7206°O    | | Galeriegrab Kirchborchen II  |
|     | Galeriegrab Neuhaus                                          | Paderborn, Stadtteil Schloß Neuhaus | PB    | Galeriegrab (Typ Rimbeck?) |                        | Nur noch geringe Reste erhalten, oberirdisch nicht sichtbar. In Schloß Neuhaus haben offenbar widersprüchliche Ortsangaben zur Annahme zweier Gräber geführt, obwohl tatsächlich nur eines existiert. Das Grab Neuhaus II ist daher in der Liste ohne Nummerierung aufgeführt, Grab Neuhaus I ist zu streichen. |                              |
|     | Großsteingrab Osterbeck                                      | Westerkappeln, OT Osterbeck         | ST    | unbekannt                  |                        | |                              |
|     | Galeriegrab Ostönnen                                         | Soest, OT Ostönnen                  | SO    | Galeriegrab (Typ Rimbeck?) |                        | 1904 entdeckt, Grabung 1929, nur noch Standspuren der Wandplatten erhalten, oberirdisch nicht sichtbar |                              |
|     | Großsteingrab Paderborn-Neuenbeken                           | Paderborn, OT Neuenbeken            | PB    | unbekannt                  |                        | keine genaueren Angaben, Erhaltungszustand unbekannt |                              |
| 981 | Großsteingrab Rheine                                         | Rheine, OT Schotthock               | ST    | unbekannt                  | 52,300767°N 7,436868°O | | Großsteingrab Rheine         |
|     | Galeriegrab Schmerlecke II                                   | Erwitte, OT Schmerlecke             | SO    | Galeriegrab                |                        | Grabung 2009–2012, oberirdisch nicht sichtbar |                              |
|     | Galeriegrab Schmerlecke III                                  | Erwitte, OT Schmerlecke             | SO    | Galeriegrab                |                        | Grabung 2009–2012, nur geringe Reste erhalten, oberirdisch nicht sichtbar |                              |
|     | Galeriegrab Warburg-Rimbeck                                  | Warburg, Bezirk Rimbeck             | HX    | Galeriegrab (Typ Rimbeck)  | 51,5349°N 9,06285°O    | | Galeriegrab Warburg-Rimbeck  |
|     | Galeriegrab Wechte I                                         | Lengerich, OT Wechte                | ST    | Galeriegrab                |                        | | Großsteingrab Wechte         |
| 983 | Großsteingrab Wersen I („Kleine Sloopsteine“)                | Lotte, OT Wersen                    | ST    | unbekannt                  | 52,339683°N 7,934510°O | Nachgrabung 2020 | Großsteingrab Wersen I       |
| 984 | Großsteingrab Wersen II („Sloopsteine“, „Große Sloopsteine“) | Lotte, OT Wersen                    | ST    | Ganggrab                   | 52,321228°N 7,911289°O | | Großsteingrab Wersen II      |
| 982 | Großsteingrab Westerkappeln („Seester Sloopsteine“)          | Westerkappeln, OT Seeste            | ST    | unbekannt                  | 52,353834°N 7,881597°  | |                              |
|     | Galeriegrab Wewelsburg I                                     | Büren, OT Wewelsburg                | PB    | Galeriegrab (Typ Züschen)  |                        | 1855 erstmals erwähnt. Das Grab ist weitgehend zerstört und oberirdisch nicht sichtbar. 1986/87 fand eine Rettungsgrabung statt. |                              |
|     | Galeriegrab Wewelsburg II                                    | Büren, OT Wewelsburg                | PB    | Galeriegrab                |                        | 1985 entdeckt, Grabung 2018, oberirdisch nicht sichtbar |                              |

### Umgesetzte Gräber
| Nr. | Grab                  | Ort                       | Kreis | Typ                       | Anmerkungen | Bild                  |
| --- | --------------------- | ------------------------- | ----- | ------------------------- | --- | --------------------- |
|     | Großsteingrab Werste  | Bad Oeynhausen, OT Werste | MI    | unbekannt                 | 1926 ausgegraben und nahe dem ursprünglichen Standort frei rekonstruiert | Großsteingrab Werste  |
|     | Galeriegrab Warburg I | Warburg                   | HX    | Galeriegrab (Typ Züschen) | zerstört nach 1400, Standort 1986 entdeckt, Grabung 1987–89, im LWL-Museum für Archäologie in Herne rekonstruiert. Zur Nekropole von Warburg gehört außerdem eine hölzerne Anlage mit der Bezeichnung Warburg II. | Galeriegrab Warburg I |

### Zerstörte Gräber
| Nr. | Grab                                                                                 | Ort                         | Kreis | Typ                                       | Anmerkungen | Bild |
| --- | ------------------------------------------------------------------------------------ | --------------------------- | ----- | ----------------------------------------- | --- | ---- |
|     | Großsteingrab Altlünen                                                               | Lünen, OT Altlünen          | UN    | unbekannt                                 | Ein Deckstein wurde in den 1970er Jahren wiedergefunden                                                                                    |      |
|     | Großsteingrab Baumberg                                                               | Nottuln                     | COE   |                                           | |      |
|     | Galeriegrab Beckum I                                                                 | Beckum                      | WAF   | Galeriegrab                               | |      |
|     | Galeriegrab Borgentreich-Großeneder                                                  | Borgentreich, OT Großeneder | HX    | Galeriegrab (Typ Züschen?)                | 1992 entdeckt, Grabung 1992/93 |      |
|     | Großsteingrab Coesfeld-Goxel                                                         | Coesfeld, OT Goxel          | COE   | unbekannt                                 | |      |
|     | Großsteingrab Elte                                                                   | Rheine, OT Elte             | ST    | unbekannt                                 | im Zweiten Weltkrieg entdeckt |      |
|     | Großsteingrab Espel II                                                               | Recke, OT Espel             | ST    | unbekannt                                 | |      |
|     | Großsteingrab Groß Reken (Großsteingrab Reken-Maria Veen, Großsteingrab im Sandheck) | Reken, OT Groß Reken        | BOR   | unbekannt                                 | zwischen der Mitte des 19. Jahrhunderts und 1930 sukzessive zerstört, Steine in verschiedenen Gebäuden verbaut und teilweise noch erhalten |      |
|     | Großsteingrab Heiden II                                                              | Heiden                      | BOR   | unbekannt                                 | |      |
|     | Galeriegrab Henglarn I                                                               | Lichtenau, OT Henglarn      | PB    | Galeriegrab (Typ Rimbeck)                 | |      |
|     | Großsteingrab Ibbenbüren-Laggenbeck I                                                | Ibbenbüren, OT Laggenbeck   | ST    | unbekannt                                 | 1928 entdeckt und wenig später zerstört |      |
|     | Großsteingrab Ibbenbüren-Laggenbeck II                                               | Ibbenbüren, OT Laggenbeck   | ST    | unbekannt                                 | 1928 entdeckt und wenig später zerstört |      |
|     | Großsteingrab Ibbenbüren-Laggenbeck III                                              | Ibbenbüren, OT Laggenbeck   | ST    | unbekannt                                 | 1928 entdeckt und wenig später zerstört |      |
|     | Großsteingrab Kleinendorf („Hohesteine“, „Hünensteine“)                              | Rahden, OT Kleinendorf      | MI    | unbekannt                                 | Grabung 1807, zerstört zwischen 1807 und 1867                                                                                              |      |
|     | Großsteingrab Ladbergen I                                                            | Ladbergen                   | ST    | unbekannt                                 | |      |
|     | Großsteingrab Ladbergen II                                                           | Ladbergen                   | ST    | unbekannt                                 | |      |
|     | Großsteingrab Lienen-Meckelwege                                                      | Lienen, OT Meckelwege       | ST    | unbekannt                                 | mögliche Existenz nur durch Funde von drei Steinbeilen belegt                                                                              |      |
|     | Galeriegrab Lippborg                                                                 | Lippetal, OT Lippborg       | SO    | Galeriegrab (Typ Rimbeck?)                | vor 1800 entdeckt, südliche Hälfte um 1800 zerstört, Untersuchung 1860 und 1863, später vollständig zerstört                               |      |
|     | Großsteingrab Löhne-Neuenhagen                                                       | Löhne, OT Neuenhagen        | HF    | unbekannt                                 | |      |
|     | Großsteingrab Nottuln                                                                | Nottuln                     | COE   | unbekannt                                 | |      |
|     | Großsteingrab Nottuln-Buxtrup (Großsteingrab Buldern)                                | Nottuln, OT Buxtrup         | COE   | unbekannt                                 | 1927 entdeckt |      |
|     | Steingrab Ochtrup-Weinerbauerschaft                                                  | Ochtrup, OT Weiner          | ST    | unbekannt (Großsteingrab oder Steinkiste) | gefunden um 1937, später zerstört |      |
|     | Galeriegrab Paderborn-Dahl                                                           | Paderborn, OT Dahl          | PB    | vermutlich Galeriegrab                    | 1937 gemeldet |      |
|     | Großsteingrab Petershagen-Maaslingen                                                 | Petershagen, OT Maaslingen  | MI    | unbekannt                                 | |      |
|     | Großsteingrab Rahden I („Hünenkamp“)                                                 | Rahden                      | MI    | unbekannt                                 | vor 1807 zerstört, genaue Lage unbekannt                                                                                                   |      |
|     | Großsteingrab Rahden II                                                              | Rahden                      | MI    | unbekannt                                 | vor 1807 zerstört, genaue Lage unbekannt                                                                                                   |      |
|     | Großsteingrab Rheine-Gellendorf                                                      | Rheine, OT Gellendorf       | ST    | unbekannt                                 | |      |
|     | Galeriegrab Schmerlecke I                                                            | Erwitte, OT Schmerlecke     | SO    | Galeriegrab                               | |      |
|     | Großsteingrab Steinbeck                                                              | Recke, OT Steinbeck         | ST    | unbekannt                                 | nach 1867 zerstört |      |
|     | Großsteingrab Tecklenburg-Ledde                                                      | Tecklenburg, OT Ledde       | ST    | unbekannt                                 | |      |
|     | Großsteingrab Tecklenburg-Leeden                                                     | Tecklenburg, OT Leeden      | ST    | unbekannt                                 | |      |
|     | Galeriegrab Uelde                                                                    | Anröchte, OT Uelde          | SO    | Galeriegrab                               | 1858/59 entdeckt und teilweise zerstört, Grabungen 1865 und 1869, später vollständig zerstört                                              |      |
|     | Großsteingrab Varl                                                                   | Rahden, OT Varl             | MI    | unbekannt                                 | Grabung 1807, zerstört zwischen 1807 und 1867                                                                                              |      |
|     | Galeriegrab Warburg III                                                              | Warburg                     | HX    | Galeriegrab (Typ Rimbeck)                 | zerstört nach 1400, Standort 1989 entdeckt, Grabung 1990–91, Funde im LWL-Museum für Archäologie in Herne                                  |      |
|     | Galeriegrab Warburg IV                                                               | Warburg                     | HX    | Galeriegrab (Typ Züschen)                 | zerstört nach 1400, Standort 1938 entdeckt, Grabung 1992, Funde im LWL-Museum für Archäologie in Herne                                     |      |
|     | Galeriegrab Warburg V                                                                | Warburg                     | HX    | Galeriegrab (Typ Züschen)                 | Standort 1992 entdeckt, Grabung 1993, Funde im LWL-Museum für Archäologie in Herne                                                         |      |
|     | Galeriegrab Wechte II                                                                | Lengerich, OT Wechte        | ST    | Galeriegrab                               | |      |
|     | Großsteingrab Westerkappeln-Gabelin                                                  | Westerkappeln               | ST    | unbekannt                                 | Reste 2017 wiederentdeckt. |      |
|     | Galeriegrab Wünnenberg                                                               | Bad Wünnenberg              | PB    | Galeriegrab                               | nach 1855 zerstört, genaue Lage unbekannt                                                                                                  |      |

### Funde unbekannter Herkunft
| Name           | Ort  | Kreis | Anmerkungen                                                                                        |
| -------------- | ---- | ----- | -------------------------------------------------------------------------------------------------- |
| „Blauer Stein“ | Köln | K     | Künstlich durchlochter Stein, der vor dem Kölner Dom aufgestellt war und seit 1829 verschollen ist |

### Flurnamenhinweise
| Name                    | Ort                      | Kreis | Anmerkungen |
| ----------------------- | ------------------------ | ----- | ----------- |
| „Hünengraff“            | Ahaus, OT Alstätte       | BOR   |             |
| „To den twelve Steenen“ | Petershagen, OT Eldagsen | MI    |             |

### Irrtümlich als Großsteingräber geführt
| Nr. | Grab                    | Ort                                 | Kreis | Typ         | Anmerkungen |
| --- | ----------------------- | ----------------------------------- | ----- | ----------- | --- |
|     | „Galeriegrab Kirchboke“ | Delbrück, OT Kirchboke              | PB    | –           | Bei einer Untersuchung im Jahr 1977 als Rest eines mittelalterlichen Kellers identifiziert |
|     | „Galeriegrab Lippstadt“ | Lippstadt                           | SO    | Galeriegrab | Nach Schierhold identisch mit dem Galeriegrab Uelde, von Stieren irrtümlich als eigenständiges Grab angenommen, so von anderen Autoren übernommen                                                                                                  |
|     | „Galeriegrab Neuhaus I“ | Paderborn, Stadtteil Schloß Neuhaus | PB    | Galeriegrab | In Schloß Neuhaus haben offenbar widersprüchliche Ortsangaben zur Annahme zweier Gräber geführt, obwohl tatsächlich nur eines existiert. Das Grab Neuhaus II ist daher in der Liste ohne Nummerierung aufgeführt, Grab Neuhaus I ist zu streichen. |